# Slovakien
Slovakien (slovakiska: Slovensko), formellt Republiken Slovakien (slovakiska: Slovenská republika), är en republik i Centraleuropa med gräns till Polen, Ukraina, Ungern, Österrike och Tjeckien. Huvudstad är Bratislava. Slovakien är medlem i Europeiska unionen och i militäralliansen Nato sedan 2004.
Slovakien blev en självständig stat den 1 januari 1993 i och med Tjeckoslovakiens upplösning, då landet delades i republikerna Tjeckien och Slovakien.

## Historia
Från 800-900-talen tillhörde området Ungern. Under tiden då Kungariket Ungerns centrala delar var ockuperade av turkarna utgjorde området huvuddelen av kungliga Ungern. Pozsony (Bratislava, Pressburg) var huvudstaden i Ungern mellan åren 1536 och 1784 samt säte för den ungerska riksdagen från 1542 till 1848.
Efter första världskriget, då Ungern styckades upp, bildade norra delarna av Ungern (Slovakien och det senare ukrainska Karpato-Rutenien) tillsammans med de böhmiska kronländerna (Tjeckien) en ny stat, Tjeckoslovakien.
Mellan 1939 och 1945 fanns (för första gången i historien) ett självständigt Slovakien, med reviderade gränser. Landet hade en auktoritär ledning under Jozef Tiso – medan Böhmen-Mähren var ett protektorat under Tyskland. I slutet av 1944 iscensattes ett större uppror mot Tiso och tyskarna i Slovakien, vilket dock slogs ner efter ett par månaders strider. Efter 1945 återupprättades Tjeckoslovakien, snart under kommunistisk ledning. Slovakien blev åter en självständig stat den 1 januari 1993 då Tjeckoslovakien delades.

## Geografi
Slovakiens yta är 49 035 km².

### Topografi
Det slovakiska landskapet utmärks av en mängd berg och dalar och Karpaterna sträcker sig över landets norra del. Bergstopparna i Tatrabergen har flera populära skidorter. Där ligger också Slovakiens högsta punkt, Gerlachovský štít, 2 655 meter över havet.

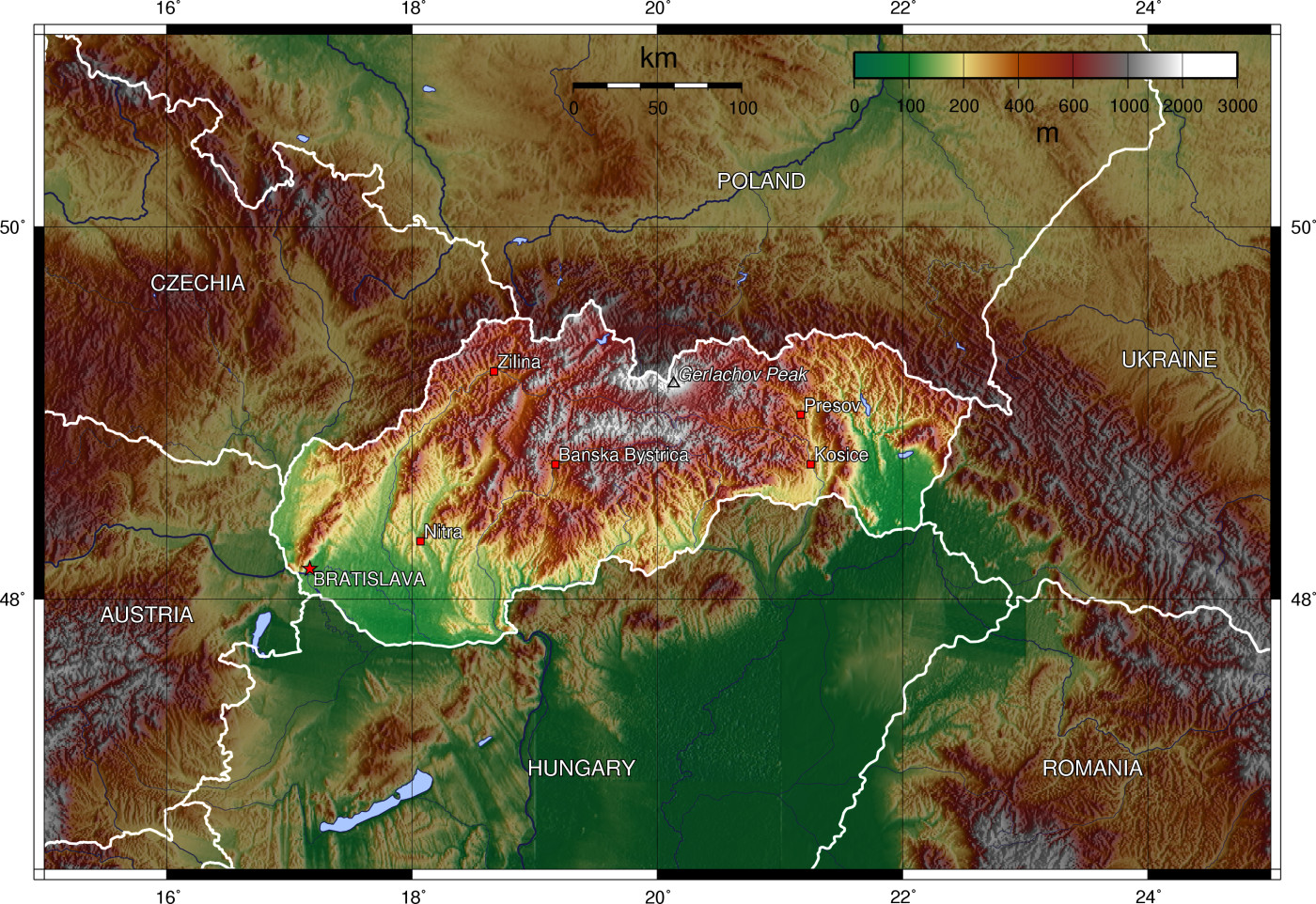
Topografi.

### Hydrografi
I sydost och sydväst, längs Donau, är landskapet flackt och bördigt. Andra större floder är Váh och Hron.

### Klimat
Klimatet är tempererat med varma somrar och kalla vintrar.

### Växt- och djurliv
41 procent av Slovakiens ytvidd är skog. På låglandet växer ek och bok, på 700-1500 meters höjd gran och tall och högre upp bergtall. I Tatrabergen lever många vilda djur; björn, varg, lodjur, murmeldjur, utter, örn och mink. Terrängen är grov, så djuren ses sällan. Gemsen, som även lever i Slovakien, är fredad.

## Styre och politik

### Författning och styre

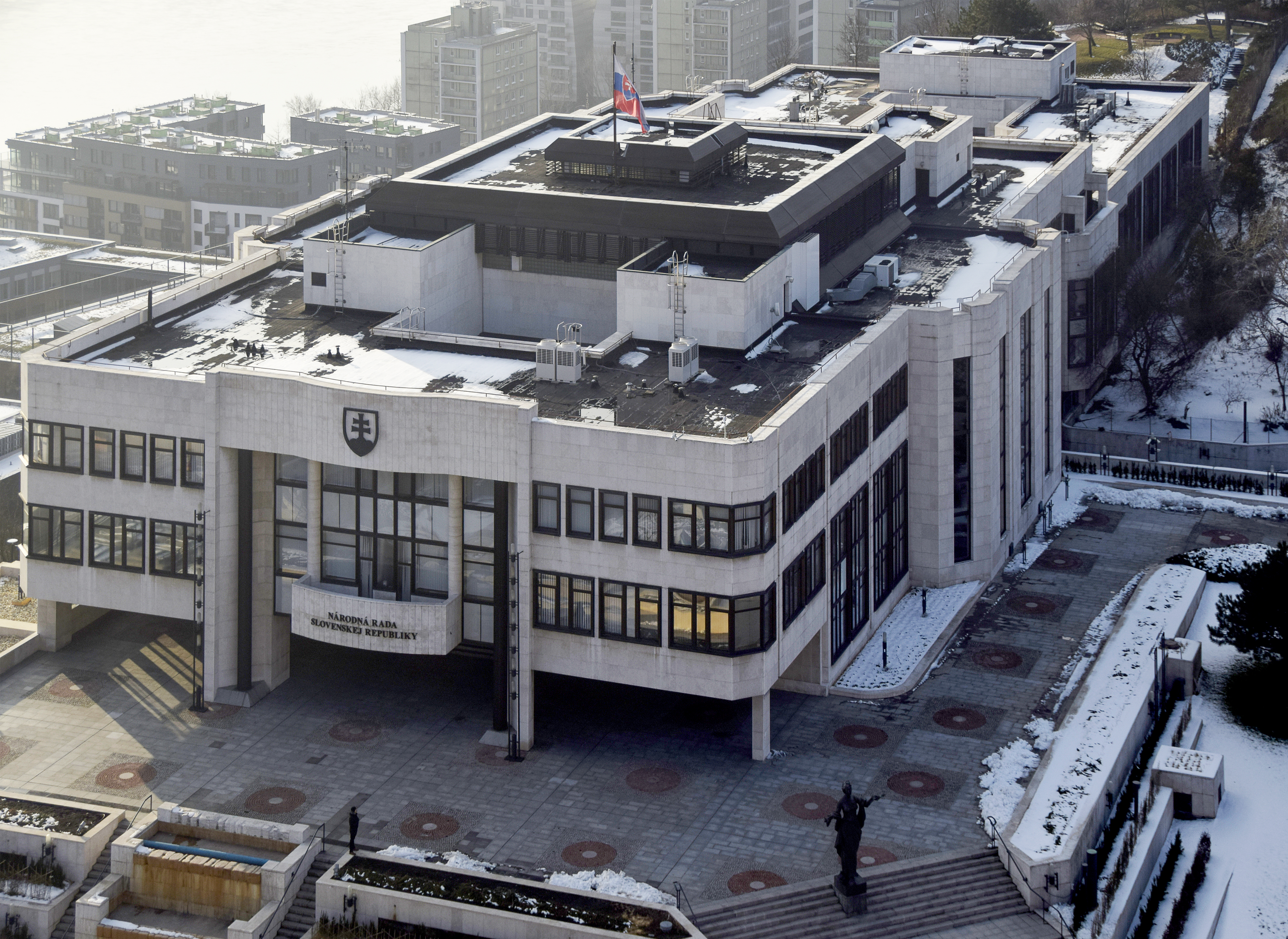
Byggnaden där Slovakiens nationalråd sammanträder.

Slovakiens statschef är presidenten, som väljs av folket för en femårig mandatperiod. Presidenten utser Slovakiens premiärminister och den övriga regeringen.
Den lagstiftande församlingen, Slovakiens nationalråd, har en kammare med 150 ledamöter valda på fyra år.

### Administrativ indelning
Administrativt är Slovakien indelat i åtta kraje (sing. kraj), vilket kan översättas med län.

### Politik
Slovakien styrdes 2012 till 2020 av socialdemokratiska Smer-SD. Mordet på journalisten Jan Kuciak våren 2018 ledde till en politisk kris och omfattande folkliga protester mot den utbredda korruptionen i landet. Kraven på förändring ledde till att Smer-SD förlorade valet i februari 2020. Under den borgerliga regering som tog över har ett stort antala högt uppsatta domare och polischefer åtalats för korruption. 

### Internationella relationer
Slovakien blev medlem i Nato den 29 mars 2004 och i Europeiska unionen den 1 maj samma år.

## Ekonomi och infrastruktur
Trots farhågor om motsatsen så har Slovakiens ekonomiska situation snabbt förbättrats efter nationens uppkomst vid delningen av Tjeckoslovakien 1993. BNP-tillväxten har varit mellan fyra och tio procent per år, statsskulden har sjunkit och inflationen har hållits på en förhållandevis låg nivå. Däremot led landet under flera år av en hög arbetslöshet, speciellt efter 1998 då arbetslösheten ökade till som högst omkring 19 procent år 2001. Med en arbetslöshet på 16,2 procent hade Slovakien år 2005 den näst högsta arbetslösheten inom hela EU, efter Polen. Men under senare år har arbetslösheten minskat och i slutet av 2017 nådde arbetslösheten i landet ett lägstarekord på under 6 procent.
Landet införde euro som valuta den 1 januari 2009.

### Näringsliv
Slovakien har målmedvetet arbetat för att locka till sig utländska investerare, bland annat med en skattereform som har gjort att landet har det lägsta skatteuttaget i hela EU. 

#### Jordbruk
Jordbrukets viktigaste produkter är potatis, gryn, sockerbeta, humle och frukter. Dessutom hålls huvudsakligen nötkreatur, grisar och kyckling.

#### Industri
Kia har nyligen förlagt sin Europafabrik till Žilina i den norra delen av landet. Med de redan etablerade Volkswagen- och Peugeotfabrikerna är därmed Slovakien världens största bilproducent räknat per invånare.[källa behövs] I kölvattnet till bilfabrikerna har många underleverantörer till bilindustrin etablerat sig i landet de senaste åren.

### Infrastruktur

#### Transporter
Bratislava har en internationell flygplats. Även Košice har en mindre internationell flygplats. Inrikesflyg finns, men är begränsat till några få flygplatser. Närheten mellan Bratislava och Wien gör att många flygresenärer på väg till/från huvudstaden nyttjar Wiens flygplats och vice versa.
Järnvägarna är väl utbyggda i Slovakien. Järnvägsnätet når ut till framförallt Tjeckien, Österrike och Ungern. Fram till 1980-talet var spårstandarden förhållandevis dålig då resurser för underhåll var begränsade men sedan 1990-talet har upprustningsarbeten skett vilket lett till en bättre spårstandard. Tågen är numera också i gott skick och flera av de moderna slovakiska tågen har hög komfort. Järnvägsnätet ägs av statliga ZSR
Slovakien har generellt sett en ojämn vägstandard. Den västra delen av landet har ett mycket väl utbyggt vägnät av hög standard medan den östra delen håller betydligt lägre standard. Totalt sett har ändå Slovakien vägar som ligger på en genomsnittlig europeisk nivå vilket är något bättre än till exempel Sverige vars vägar ligger under det europeiska genomsnittet. Resurser har mest lagts på den västliga delen av landet. Här finns motorvägar som utgår från Bratislava och fortsätter vidare norrut och söderut i landet. De fortsätter även mot Tjeckien, Ungern och Österrike. Se även Motorvägar i Slovakien.
Donau är livligt trafikerad och persontrafik med båt bedrivs från Bratislava, bland annat till huvudstäderna Wien, Budapest och Belgrad som också ligger längs Donau.

## Befolkning

### Demografi

#### Större städer
| - Banská Bystrica - Bratislava (huvudstad) - Košice - Levoča - Martin - Nitra - Pezinok | - Piešťany - Poprad - Prešov - Trenčín - Trnava - Žilina - Zvolen |

#### Minoriteter
I Slovakien utgör slovaker den största delen av befolkningen, med 83,8 procent. Ungrare står för 7,8 procent och romer för 1,2 procent. Övriga nationaliteter, inklusive tjecker, rutener, ukrainare, ryssar, tyskar och polacker, utgör tillsammans 1,8 procent. För 5,4 procent av befolkningen anges ingen specifik nationalitet (2021 års uppskattning).
Det är dock viktigt att notera att statistiken baseras på officiella uppgifter om nationalitet, och romska grupper är ofta underrapporterade. Deras faktiska andel av Slovakiens befolkning uppskattas ligga mellan 7 och 11 procent.

### Religion
I Slovakien är den största religionen romersk-katolsk, med 55,8 procent av befolkningen som identifierar sig som katoliker. Evangeliska kyrkan enligt Augsburgska bekännelsen utgör 5,3 procent, medan grekisk-katoliker utgör 4 procent. Reformert kristna står för 1,6 procent och andra religiösa grupper utgör 3 procent. Andelen som inte tillhör någon religion uppgår till 23,8 procent, och för 6,5 procent av befolkningen är religionen odefinierad (2021 års uppskattning).

## Kultur

### Traditioner

#### Helgdagar och högtider
| - jul - Sankt Cyrils och Methodios dag - Alla helgons dag - Kampen för frihet och demokrati-dagen - julafton - Första maj - Långfredagen - Annandag påsk - Nyårsdagen - Trettondedag jul - Sankt Stefans dag Denna lista hämtas från Wikidata. Informationen kan ändras där. |

I Slovakien firas flera fasta och rörliga högtidsdagar under året. Republikens dag infaller alltid den 1 januari, medan Trettondagen firas den 6 januari. Långfredagen och Annandag påsk är rörliga högtider, som varierar varje år beroende på påskens datum. Första maj, som är Första maj-firandet, är en fast högtid. Frigörelse av republiken firas den 8 maj, medan Sankt Cyril och Sankt Methodius-dagen firas den 5 juli. Den 29 augusti firas Slovakiska Nationalupprorets årsdag och den 1 september markerar Grundlagens dag. Jungfru Marie sju smärtors dag firas den 15 september. Alla helgons dag infaller den 1 november, och kampen för Frihet och Demokrati-dagen är den 17 november. Julafton firas den 24 december, medan julen firas den 25 december, och Sankt Stefansdag infaller den 26 december.

#### Kultursymboler
Nedan presenteras landets världsarv.
- Bondebyn Vlkolínec
- Zipser Borg, Spišské Podhradie och Žehra
- Staden Banská Štiavnica
- Grottorna i Aggtelek karst och Slovakiska karst (delvis i Ungern)
- Staden Bardejovs historiska centrum
- Isgrottan i Dobschau

## Internationella rankningar
| Organisation                                | Undersökning                   | Rankning  |
| ------------------------------------------- | ------------------------------ | --------- |
| Heritage Foundation/The Wall Street Journal | Index of Economic Freedom 2019 | 65 av 180 |
| Reportrar utan gränser                      | Pressfrihetsindex 2019         | 35 av 180 |
| Transparency International                  | Korruptionsindex 2018          | 59 av 180 |
| FN:s utvecklingsprogram                     | Human Development Index 2018   | 39 av 189 |